# Берташ Віталій Андрійович
Віта́лій Андрі́йович Бе́рташ (* 1972) — сержант Збройних сил України, учасник російсько-української війни.

## Життєпис
Народився 1972 року в селі Масевичі (Рокитнівський район Рівненської області) у родині службовців. 1988-го закінчив Рокитнівську школу № 1, згодом Рокитнівський професійний ліцей, здобув професію будівельника. З 1991 по 1993 рік служив у ЗСУ. Одружився, сім'я виховує сина Андрія. Працював у Києві будівельником.
Мобілізований 25 березня 2014 року. Пройшов підготовку на Половецькому полігоні — поблизу Білої Церкви у 72-й бригаді. Упродовж місяця було навчання на Житомирському полігоні, а далі відпустка. У травні 2014-го вирушив на схід України.
На початку червня став бійцем новоствореної роти, підпорядкованої прикордонним військам. Командував ротою підполковник Ігор Момот. Просувалися уздовж кордону — Андріївка, Маринівка, Должанськ, Краснопартизанськ.
Під Ізвариним Віталій зазнав травми ноги під час артилерійського обстрілу. Його доставили в Дніпропетровський військовий госпіталь, звідти перевели в Одесу. Упродовж кількох тижнів перебував у реабілітаційній відпустці, повернувся у військову частину. Згодом поранений вдруге; лікувався в Київському госпіталі.
У квітні 2015-го комісований за станом здоров'я; проходив реабілітацію.

## Нагороди
- 14 листопада 2014 року за особисту мужність і героїзм, виявлені у захисті державного суверенітету та територіальної цілісності України, вірність військовій присязі під час російсько-української війни, відзначений — нагороджений орденом «За мужність» III ступеня.